# 稅前利潤
稅前盈餘（英語：Earnings before taxes）是指尚未扣除稅金（taxes），但已支付利息（Interest）的一筆金額。所以，其計算方式就是以息稅前利潤（EBIT）減掉利息（Interest）。

## 概念
稅前盈餘（EBT） = 息稅前利潤（EBIT） - 利息（Interest）

### 損益表計算流程
（或) = （或) - (顧客折扣 + 退回 + 折讓)
 = （或) - 營業成本（或）
 =  - 營業費用 
息稅前利潤 =  + （即營業外收入 - 營業外支出）
 = 息稅前利潤 - 利息支出 - 稅 =  - 稅 
即：
 =  - 營業成本  - 營業費用 +  - 利息支出 - 稅 

## 外部連結
- 稅前盈餘 （页面存档备份，存于）